# Битва під Липівцем
Битва під Липовцем — битва Національно-визвольної війни. Після початку наступу Калиновського на Вінницю зі своїми полками і її оточення. Гетьман Богдан Хмельницький послав на допомогу оточеним Уманський і Полтавський полки на чолі з генеральним осавулом Дем'яном Многогрішним вони майстерно оточили і на голову розгромили передовий польський полк під Липовцем. Позбувшись значної частини своїх військ Мартин Калиновський був змушений відвести свої загони спочатку під Кам'янець-Подільський, а потім під Сокаль..